# Moderna

Moderna — американська біотехнологічна компанія розташована в Кембриджі, яка фокусується на розробці ліків і вакцин основаних на матричній рибонуклеїновій кислоті (мРНК).

## Історія

### 2018—2020
У 2018, компанія змінила назву на «Модерна Інк.» з тикерною назвою MRNA і збільшила портфоліо розроблюваних вакцин. У грудні 2018, Модерна стала найбільшим публічним пропонуванням в галузі біотек, зібравши $621 мільйон (27 мільйонів по $23 за акцію) на NASDAQ, з чого можна було оцінити повну вартість компанії в $7.5 мільярдів. Наприкінці 2019 подання SEC показало, що Модерна накопичила $1.5 мільярда втрат із початку існування зокрема $514 мільйонів у самому 2019, тим часом збільшивши свій акціонерний капітал на $3.2 мільярди починаючи з 2010. Станом на грудень 2020, Модерну оцінювали у $60 мільярдів.
У березні 2020, під час зустрічі в Білому домі між адміністрацією Трампа виконавчими директорами фармацевтичних компаній, Бансел сказав президенту, що Модерна може мати вакцину проти COVID-19 за кілька місяців. Наступного дня FDA схвалила клінічні випробування для вакцини-кандидата від Модерни, а сама Модерна пізніше отримала інвестицію в розмірі $483 мільйонів від Operation Warp Speed. А члена її правління, Монсефа Слауі, було призначено головним вченим цієї операції.
У травні 2020 року член правління Moderna доктор Монсеф Слауі звільнився з компанії і став головним науковим співробітником проєкту адміністрації Трампа «Operation Warp Speed» — групи, призначеної для прискорення розробки вакцини проти коронавірусу. Слауї продовжував утримувати в компанії більше 10 мільйонів доларів в акціях компанії, виконуючи свої нові обов'язки, тоді як федеральний уряд інвестував у компанію 483 мільйони доларів для допомоги у випробуваннях вакцин проти коронавірусу. Сенатор Елізабет Воррен звинуватила Слауї у відвертому конфлікті інтересів.